# Toyota Corolla E120
La Toyota Corolla (E120) est une berline du constructeur automobile japonais Toyota produit à partir de 2000. Elle est la 9e génération du modèle Corolla.

## Présentation
Il s'agit de l'une des voitures les plus vendues dans le monde.

## Caractéristiques techniques
Elle est déclinée en version 3, 4, et 5 portes, en version break, ainsi que dans une version monospace appelée Corolla Verso (ou Corolla Spacio au Japon).
Sa gamme de motorisations essence allait, en Europe, du 1,4 l VVT-I de 100 ch au 1,8 l VVTL-i de 192 ch sur la version TS, et en diesel du 1,4 l D4D de 90 ch au 2,0 l D4D de 115 ch.

## Galerie

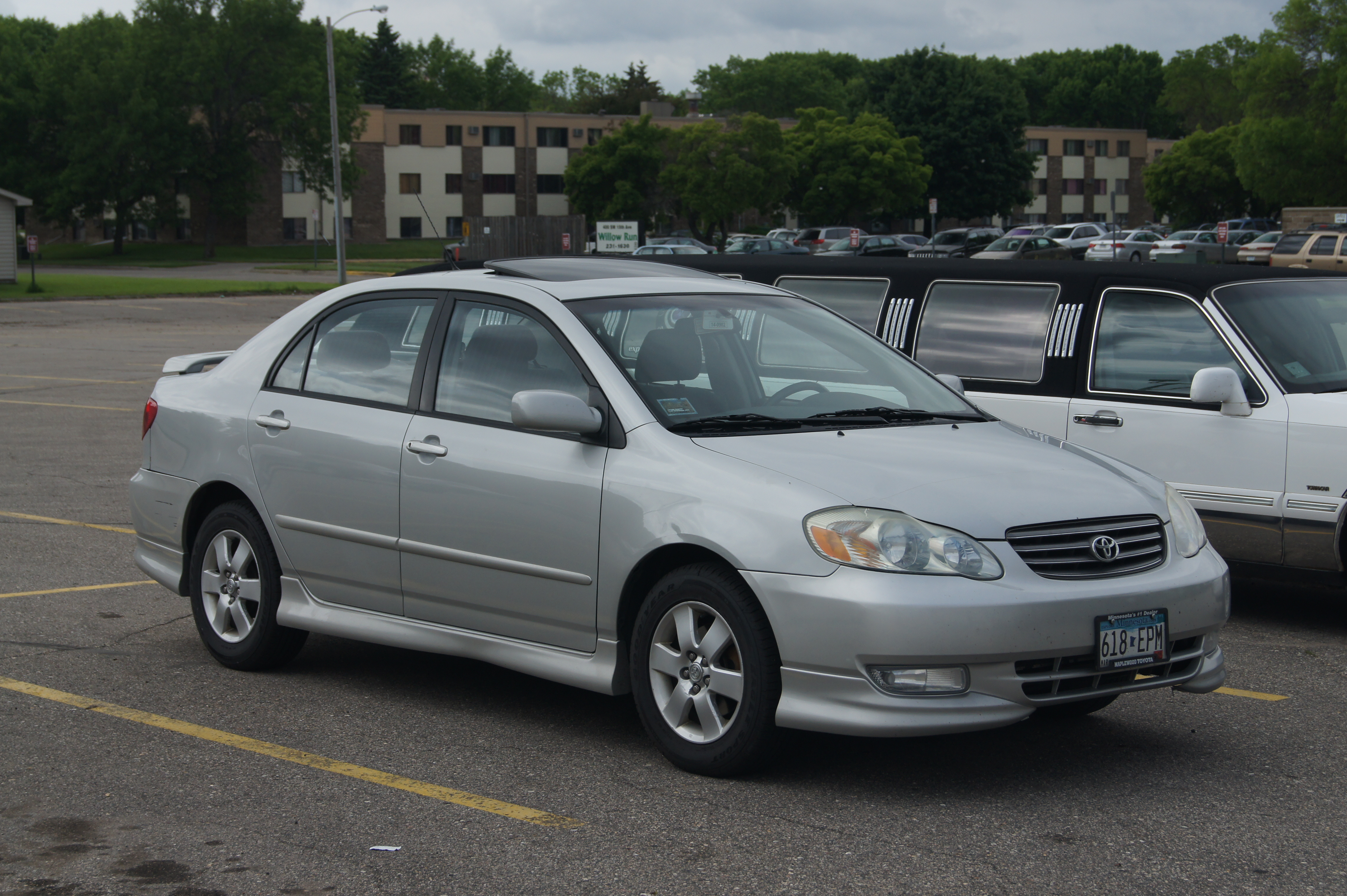
Toyota Corolla S (États-Unis)
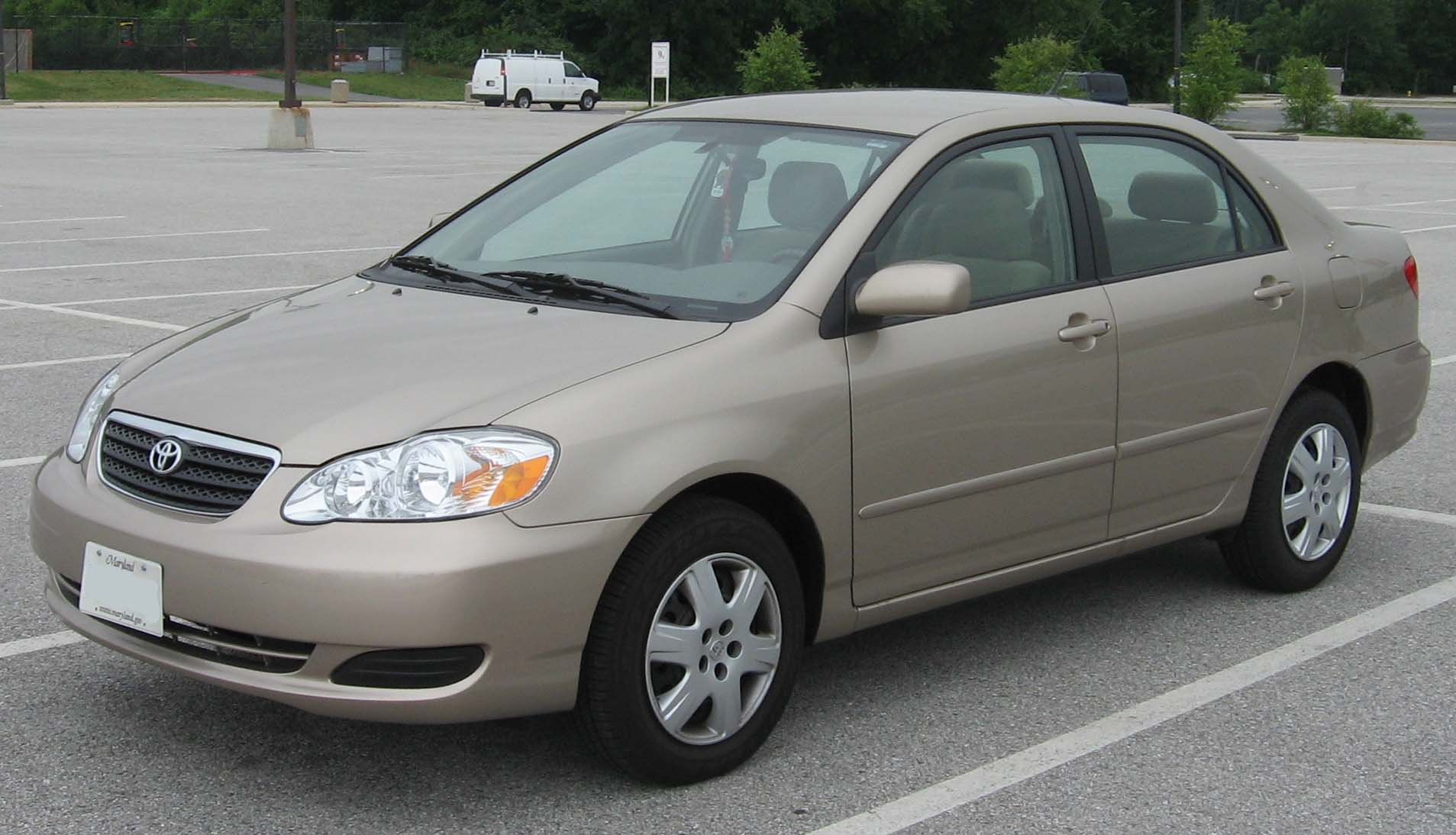
Toyota Corolla LE (États-Unis)
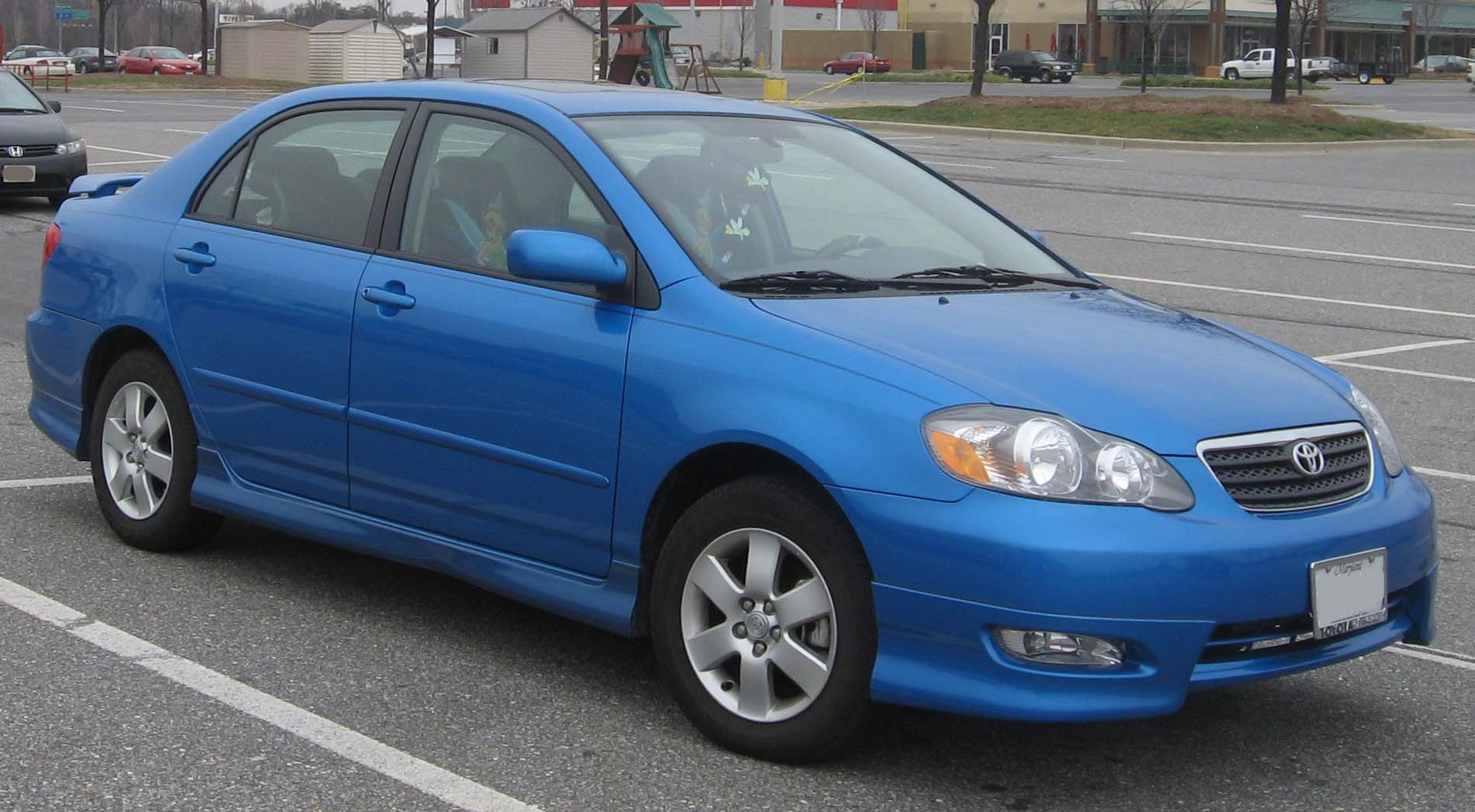
Toyota Corolla S ZZE122 (Amérique du Nord)
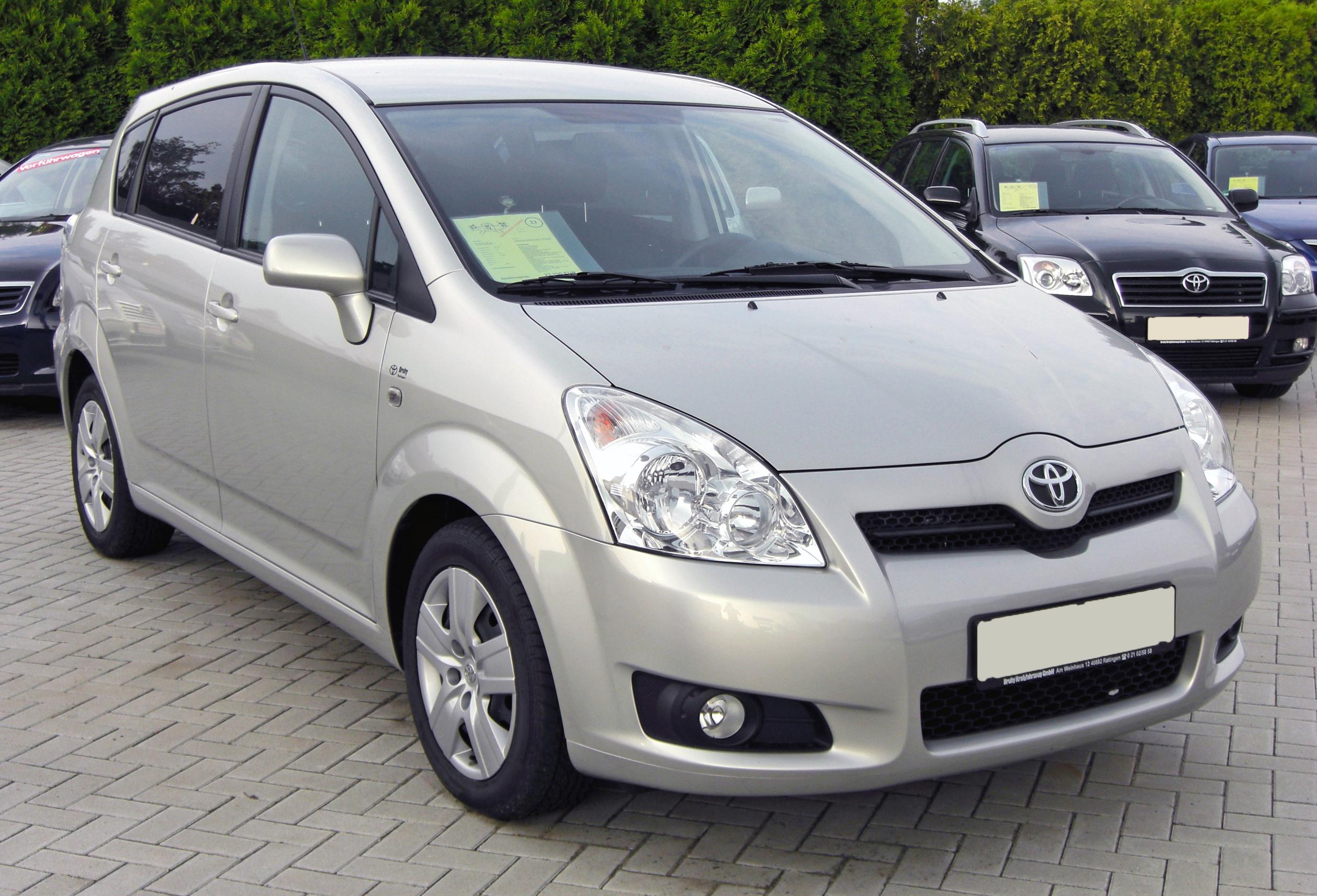
Toyota Corolla Verso 2,0 L D-4D
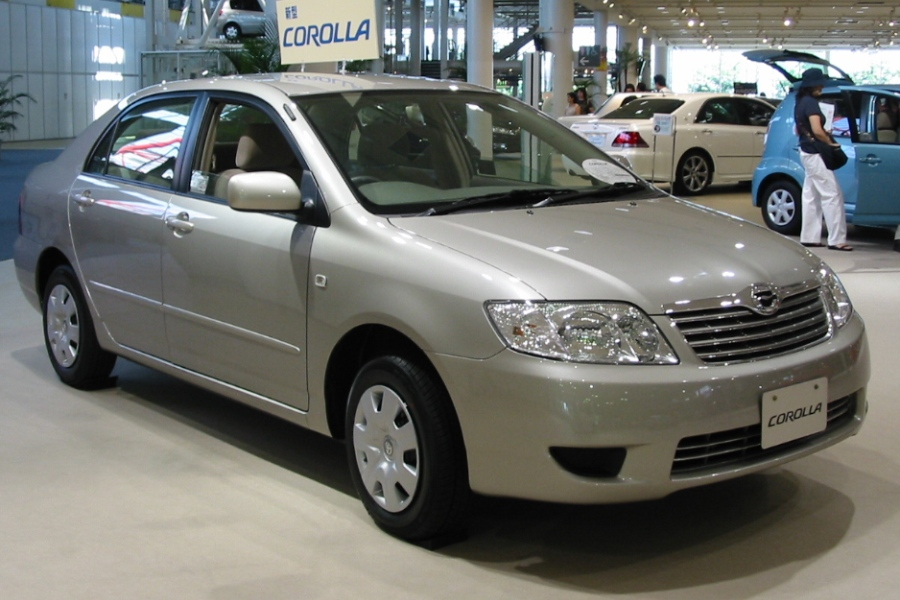
Toyota Corolla E120 phase 2 (Japon)
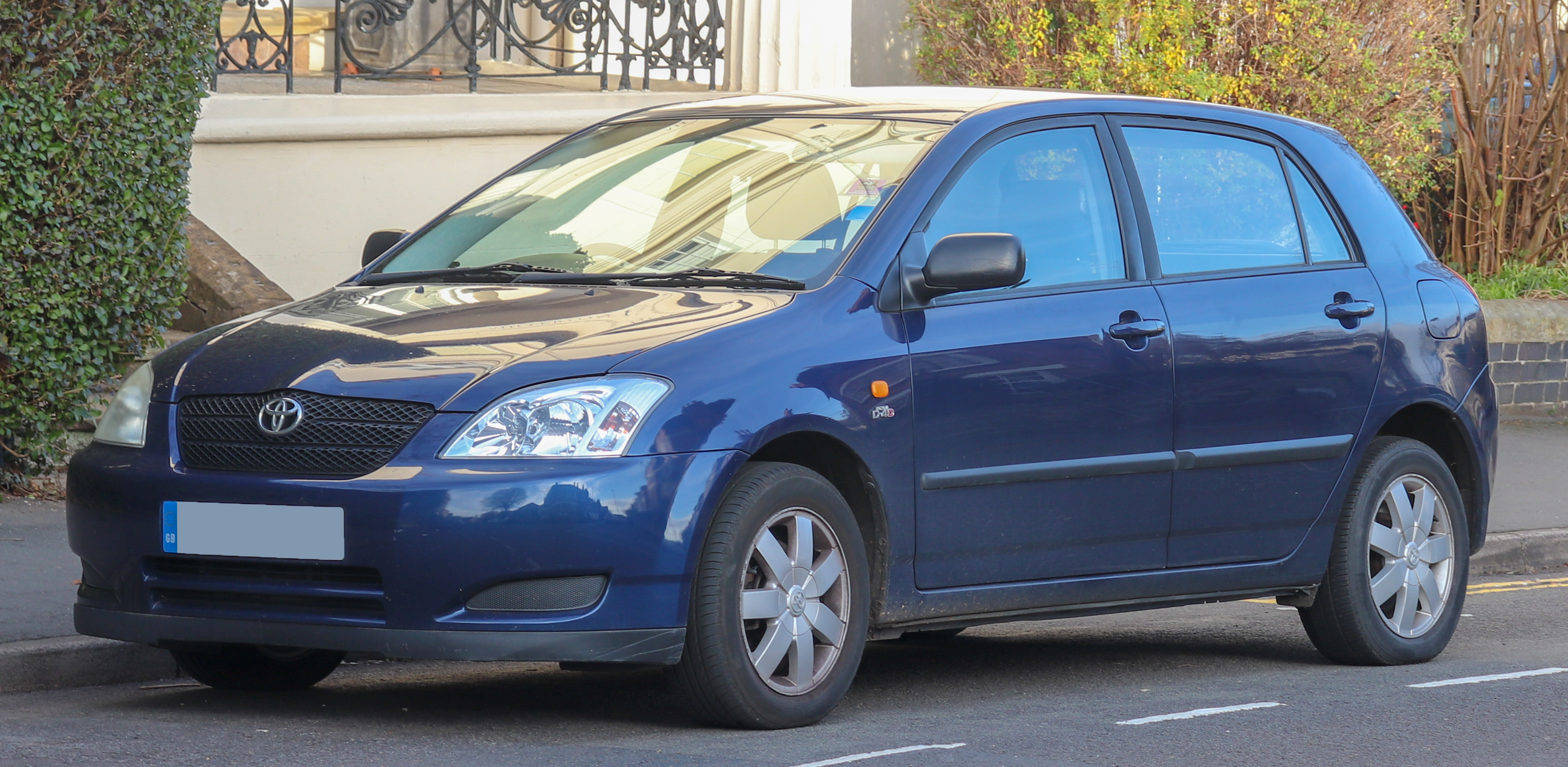
Toyota Corolla E120 (Europe)
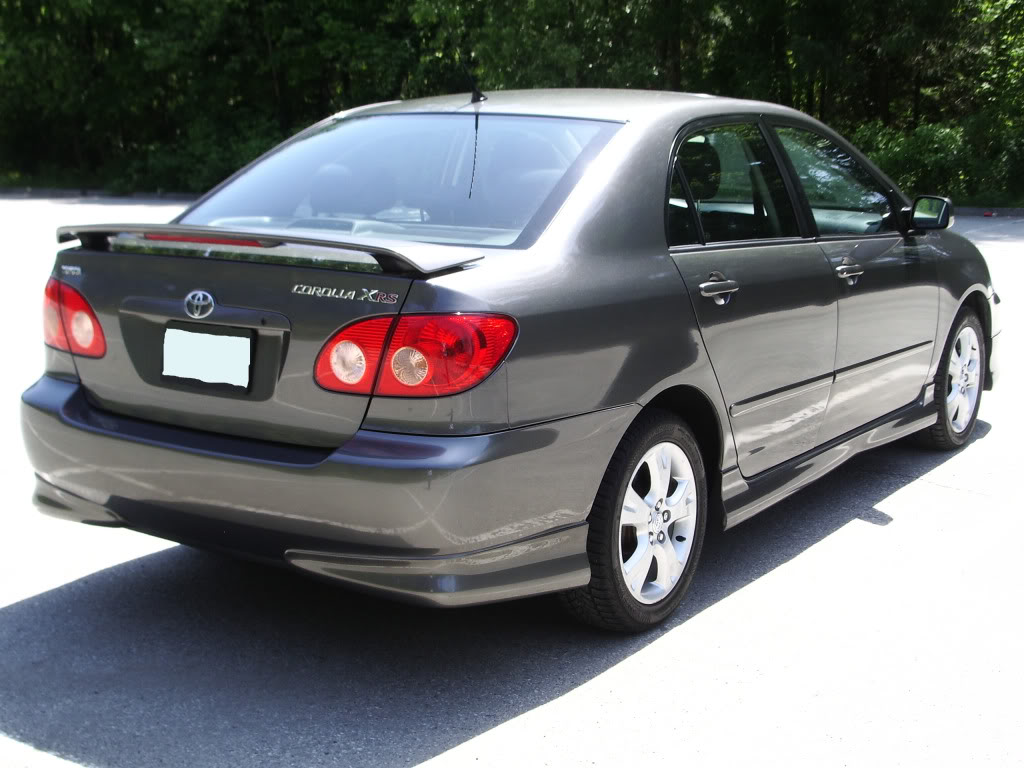
Toyota Corolla XRS (Amérique du Nord)